# Григорович-Барський Василь Григорович
Васи́ль Григо́рович Григоро́вич-Ба́рський (1 (12) січня 1701, Київ — 7 (18) жовтня 1747, Київ) — український православний письменник та мандрівник.

## Біографія
Народився в заможній  шляхетсько-купецькій родині вихідців із міста Бар на Поділлі, які в середині 17 століття переселилися до Літковичів, на початку 18 століття до Печерської слободи в Києві, а близько 1712 року на Поділ. Батько займався торгівлею, а також був старостою соборної подільської церкви Успіння Богородиці Пирогощі. Бажаючи стати вченим, Василь завдяки підтримці матері подолав опір батька, і вступив до Києво-Могилянської академії за часів префектства Феофана Прокоповича. У 1723 році через хворобу був змушений полишити навчання і відправитися на лікування до Львова. Там вступив до класу риторики єзуїтської колегії.
У 1724 році рушив у мандри, які тривали 24 роки. Відвідав Пешт, Відень, Барі, Рим, Венецію, Корфу, гору Афон. У 1726 році дістався Палестини. Побував у Єрусалимі, на Синайській горі, Кіпрі.
Вісім місяців Василь Григорович-Барський прожив у Єгипті, при дворі Патріарха Александрійського. У 1729–1731 роках мешкав у Триполі. Тут вивчав грецьку мову. 
У 1734 році в Дамаску патріархом Антіохійським Сильвестром, пострижений у чернецтво з ім'ям Василь і посвячений в іподіакони. З жовтня 1734 до квітня 1735 року, на прохання архієпископа Кіпрського Філофея, викладав на Кіпрі латинську мову в місцевій школі, жив на архієпископському подвір'ї.
З 1736 по 1743 жив на острові Патмос, де продовжував вивчення мови, логіки і метафізики і одночасно викладав латинську мову в місцевому училищі.
У 1743 році російський резидент у Константинополі А. А. Вешняков викликав його до османської столиці і запропонував посаду священика при посольській церкві та референта при дипломатичній місії, від чого Василь Григорович-Барський відмовився, т.к. мав на меті повернутися до Києва та викладати грецьку мову в Києво-Могилянській академії. У 1744 році він попрямував на Афон з метою вивчення православних монастирів та їхніх бібліотек.
1744-1746 роки провів на Афоні, в Афінах і на о. Крит. Повернувшись у 1746 році до Константинополя, він не порозумівся з новим російським резидентом А. І. Неплюєвим, який звинуватив його в грекофільстві та зраді національних інтересів. Побоюючись арешту і прагнучи довести несправедливість звинувачень, тяжко хворий, через Болгарію, Валахію та Польщу повернувся до Києва 2 вересня 1747 року, де через місяць помер.
Образ його описаний братом і поміщений у передмові до першого видання його записок: «Портрета цього отця Василя немає, а прикметами був він такий: росту високого, волосся на голові і бороді чорні без усіляких сивин, обличчям смаглявий, тілом дороден, брови чорні, високі , великі і майже разом, що зійшли, очі гострі, карі, ніс короткий; як одягом, так і вимовою промов та поставою схожий був на грека; чому і мати його рідна після повернення його до будинку після 24 років подорожі не могла і через годину в розмовах дізнатися; в іншому був характер веселого і жартівливого, цікавий до всяких наук і мистецтв, а особливо до малювання, і мав ще з дитячих років полювання бачити чужі країни, і що справою виконав».
Був похований у Богоявленському соборі Київського Братського монастиря. 

## Творча спадщина
Робота Григоровича-Барського над дорожніми записками почалася 1723 року і тривала до смерті письменника. Мандрівник не встиг завершити головну працю свого життя і зізнавався: «Якщо ж сподобить мене повернутись до Батьківщини, мушу тоді весь «Мандрівник» зовсім направити». Сучасники, які близько знали письменника, високо цінували його історико-літературну працю. Ігумен афонського монастиря Ісайя стверджував, що «мандрівник» Григорович-Барський зобразив християнський Схід «добре за всіх раніше його колишніх істориків», а ігумен Кирило повідомляв, що київський паломник описав «досконало» і зобразив «істинно і невідмінно ця, як хтось раніше ». З увагою поставився до дорожніх нотаток А. А. Вешняков, який повідомив про нього та його праці імператриці Єлизаветі Петрівні. Після смерті паломника рукопис записок зберігався в будинку матері, Марії Григорівни, а потім молодшого брата письменника І. Г. Григоровича, відомого київського архітектора, який розумів значення та цінність цієї праці. Вже тим часом записки Григоровича-Барского почали поширюватися у списках, оскільки родичі паломника дозволяли робити з них копії всім любителям корисного читання.
Характеризуючи жанр записок, сам автор назвав їх «подорожею та історією різних місць», а себе «списачем» та «істориком». Знайомлячись з історичними пам'ятками, стародавніми містами, архітектурними пам'ятками, письменник наводив їх докладний опис, посилаючись не лише на розповіді сучасників, а й на матеріали історичних хронік, літописів, хронографів, античних та середньовічних авторів. Спадщина Барського складається з зв'язкової розповіді про мандрівки та окремий том несистематизованих матеріалів, куди входять аркуші з описом окремих об'єктів, листи рідним, малюнки з коментарями російською та грецькою мовами. У дорожніх нотатках Барського згадано та описано безліч візантійських ікон, у тому числі знаменитих і шанованих як чудотворні. Крім них, він описує і католицькі культові образи, і навіть православні ікони, несподівані формою чи способу шанування. Історичні погляди Григоровича-Барського сформувалися під впливом просвітницьких концепцій петровського часу. У поглядах мандрівника історію зіштовхнулися традиційні для Середньовіччя теологічні концепції, ідея провіденціалізму і прагматичне осмислення історії, погляд історію як на хаотичне нагромадження подій. Паломник виступав за відповідальність історика перед суспільством, засуджував суб'єктивізм, фальсифікацію фактів та служіння особам.
Нотатки доповнював власними малюнками та схемами. За ними згодом викладали образотворче мистецтво в Києво-Могилянській академії.
Письменник цікавився як античною, і сучасною історією. На Афоні він знайомився із змістом монастирських архівів, в Олександрії оглянув «голку Клеопатри» — пам'ятник XV ст. до н. е. і з великою точністю змалював ієрогліфічну напис, докладно описав дамаську мечеть. Григорович-Барський зібрав великий матеріал про соціально-політичне, економічне та духовне життя Західної Європи, Близького Сходу, Північної Африки другої чверті XVIII століття. За багатством матеріалу, подробиці та ретельності записок їм немає рівних у вітчизняному сходознавстві та палестинології. М. Г. Чернишевський, даючи оцінку дорожнім записка Григоровича-Барського, писав, що протягом століття вони «користувалися нероздільною повагою допитливих та побожних читачів»
- Мандри по святих місцях Сходу з 1723 по 1747 рік
- Листи до рідних.
- Пешеходца Василия Григоровича-Барскаго-Плаки-Албова, уроженца киевскаго, монаха антиохийскаго, Путешествие к Святым местам, в Европе, Азии и Африке находящимся, предпринятое в 1723, и окончанное в 1747 году, им самим писанное. - Изданное шестым тиснением. -В Санктпетербурге : Иждивением Императорской Академии наук, 1819. - 4° (26 см). - Предисл. В. Г. Рубана (с. III-XII ч. 1) содержит биогр. сведения об авт.
- Странствования Василья Григоровича-Барского по Святым местам Востока с 1723 по 1747 г. (Части I-IV)/ Изд. Православным Палестинск. о-вом по подлинной рукописи, под ред. Николая Барсукова. Ч. 1-4. - Санкт-Петербург, 1885-1887. -4 т.

## Історія досліджень
Одним із перших дослідників творчості Василя Григоровича-Барського був церковний дипломат із Полтавського полку Леонтій (Яценко), труди якого були виявлені в московському архіві Дмитром Яворницьким.

## Історія виддання книги Василя Григоровича-Барського
Вперше уривок із книги В. Григоровича-Барського був опублікований Василем Рубаном у журналі "Парнаський щепетильник" у 1770 р.
У 1778 р. Василь Рубан за дорученням графа Потьомкіна видав книгу у своїй редакції під назвою «Пішохідця Василя Григоровича-Барскаго-Плаки-Албова, уродженця Київського, ченця антиохійського, Подорож до святих місць, в Європі, Азії та Африці , і закінчене 1747 року».
Протягом півстоліття перевидавалося видання В. Г. Рубана цілком або у уривках, а наприкінці XIX століття Миколою Барсуковим було підготовлено повне наукове видання для Імператорського Палестинського товариства, озаглавлене «Мандрування Василя Григоровича Барського по святих місцях Сходу з 1723 по 1747». (вид. 1885-1887 рр.).
У 1989 р. на Кіпрі вийшло видання «Barsky's Cyprus revisited, 1726-1989», що містить переклад англійською мовою тексту Василя Григоровича-Барського, присвяченого Кіпру. Його підготували Ian Meadows та Ionia Evthyvoulou.
У пострадянській Росії було випущено кілька репринтних видань «Мандрів». 
В Україні в 2000 році виходить виконаний Петром Білоусом переклад книги українською мовою «Мандри святими місцями сходу з 1723 по 1747 рік».
У 2009 р. у Греції вийшло видання «Βασίλι Γκρηγκόροβιτς Μπάρσκι Τα ταξίδια του στο Άγιον Όρος: 1725 ι τα σχόλια του ακαδημαϊκού Παύλου Μυλωνά», що містить переклад грецькою мовою тексту В. Григоровича-Барського про його подорожі Афоном.
У Франції у 2019 р. видано переклад французькою мовою: Vassili GRIGOROVITCH-BARSKI. Pérégrinations (1723-1747) / Traduit du russe par Myriam Odayski.
У Росії у 2024-2025 р. представлені дві частини «Мандрів» у перекладі сучасною російською мовою, виконаному медиком Леонідом Булановим для російської офіційної організації «Імператорське Православне Палестинське товариство».

## Вшанування пам'яті
Встановлено меморіальну дошку на згадку про відвідування Кіпру Василем Григоровичем-Барським, собор Айя-Напа, Лімасол. 
НБУ випустила монету номіналом 10 гривен у 2011 році.
Марки поштової служби гори Афон із малюнками Василя Григоровича-Барського були випущені у 2017 р.

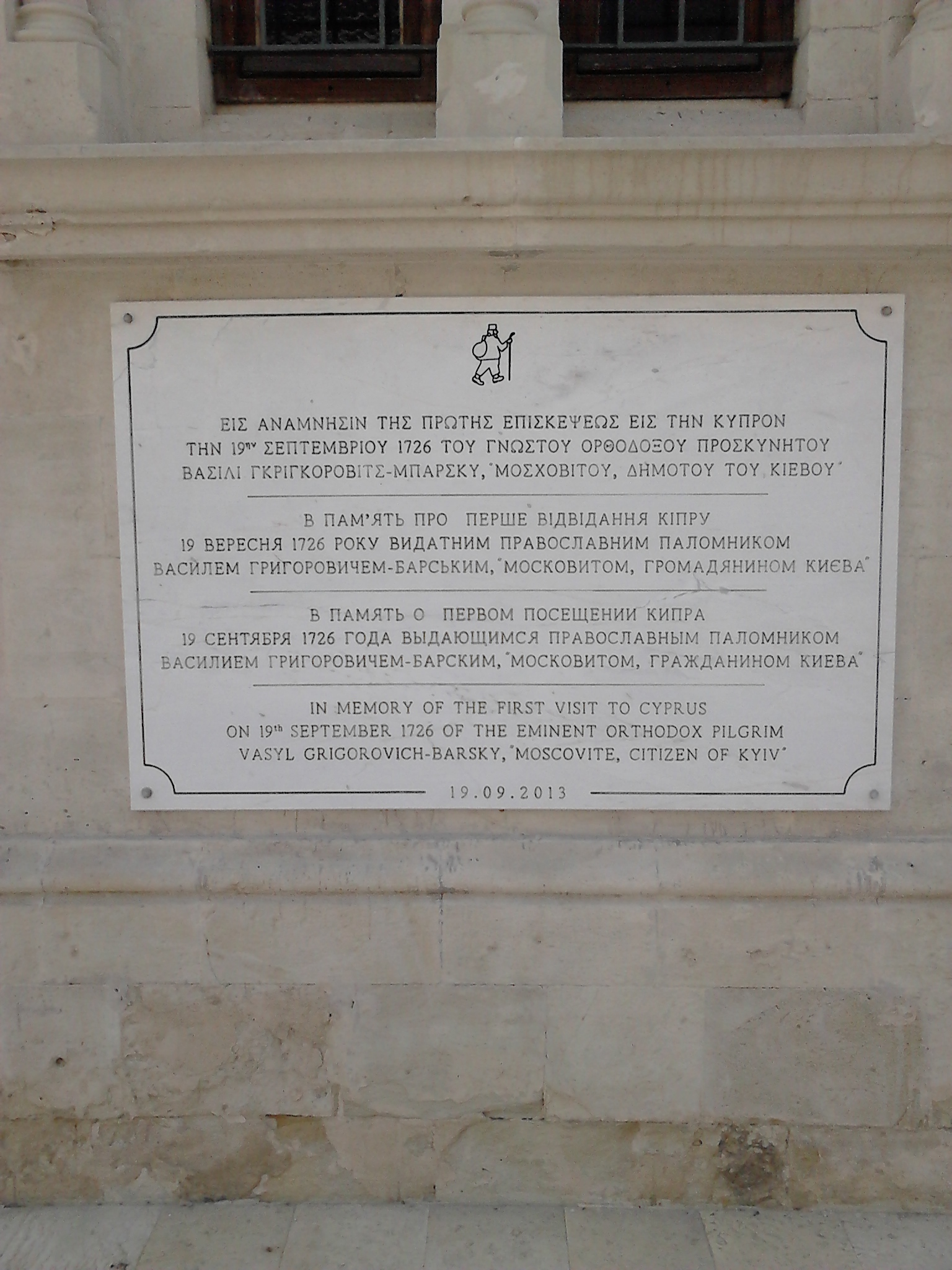
собор Айя-Напа, Лімасол, Кіпр
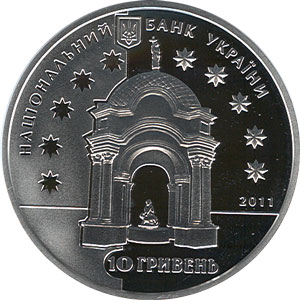
Аверс
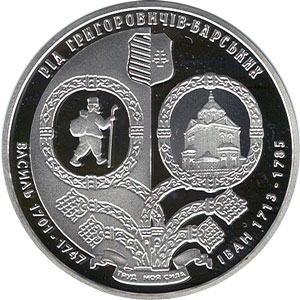
Реверс